# Michelle Shocked
Michelle Shocked (nome artístico de Karen Michelle Johnston, 24 de fevereiro de 1962) é uma cantora de folk estadunidense, nascida em Dallas, Texas. Sua música contém uma forte mensagem social e política, essas ideologias políticas levaram ela a ter problemas legais em mais de uma ocasião. Seus discos mais representativos são Short Sharp Shocked de 1988 e Captain Swing de 1989. Michelle participou do festival A Gathering of the Tribes, realizado em outubro de 1990, com bandas e artistas de renome, como Soundgarden, Public Enemy, Joan Baez, Iggy Pop e Ice-T.

## Discografía
- The Texas Campfire Tapes (1986)
- Short Sharp Shocked (1988)
- Captain Swing (1989)
- LIVE (1990)
- Arkansas Traveler (1992)
- Artists Make Lousy Slaves (1996)
- Good News (1998)
- Deep Natural (2001)
- Dub Natural (2001)
- Don't Ask Don't Tell (2005)
- Mexican Standoff (2005)
- Got No Strings (2005)
- ToHeavenURide (2007)
- Soul of My Soul (2009)